# Frascineto
Frascineto est une commune italienne de la province de Cosenza dans la région Calabre en Italie.

## Histoire
La commune abrite une forte communauté Arbëresh, Albanais installés ici au XVe siècle, fuyant l’avance ottomane. Ces Albanais ont gardé une forte identité, parlant toujours leur langue, l’arbërisht. Dans ce dialecte, albanais teinté d’italien, le village se nomme Frasnita. De même, le hameau ou frazione de Eianina se nomme Ejanina.

## Administration
| Période                                  | Période | Identité | Étiquette | Qualité |
| ---------------------------------------- | ------- | -------- | --------- | ------- |
|                                          |         |          |           |         |
| Les données manquantes sont à compléter. |         |          |           |         |

### Hameaux
Eianina

### Communes limitrophes
Cassano allo Ionio, Castrovillari, Civita